# Чемпионат мира по ношению жён
Чемпионат мира по ношению жён (фин. Eukonkanto) — международное спортивное соревнование, ежегодно проводимое в июле в Сонкаярви (Финляндия). По состоянию на 2017 год шестикратными победителями чемпионата является финская пара Тайсто Миеттинен / Кристийна Хаапанен, при этом Миеттинен является единственным победителем чемпионата, который победил в возрасте более 50 лет.
Главный приз, получаемый победителем — количество пива, по весу соответствующее весу его любимой жены.

## История
Соревнования начали проводиться в Сонкаярви с 1995 года. Они проходят ежегодно, привлекая всё больше иностранных участников. В 2014 году в чемпионате участвовало более 50 пар из 12 стран; в 2017 году в чемпионате участвовали пары из 15 стран. За чемпионатом наблюдают журналисты ряда новостных агентств, в том числе Reuters и Associated Press.
Проходят также параллельные соревнования для мужчин старше сорока лет. Мероприятие привлекает порядка 7 тысяч зрителей.
Россияне Дмитрий Сагаль и Анастасия Логинова, выигравшие в 2016 году чемпионат, в 2015 году заняли 3-е место, причём в 2014 году Сагаль выступал с другой девушкой.

## Правила
- Длина дорожки, которую преодолевают участники, составляет 253,5 метра[9]. Дорожка посыпана песком и гравием, а также оснащена водными препятствиями.
- Женщины, участвующие в чемпионате в качестве груза, должны быть старше 17 лет и их вес должен составлять не менее 49 кг[10][4]. Если вес меньше, участнику придётся нести рюкзак[9].
- Если участник уронил жену, но хочет продолжить борьбу, он обязан взять жену на руки или взвалить на спину. По ходу чемпионатов мира участники нередко получали травмы[9].

## Рекордсмены

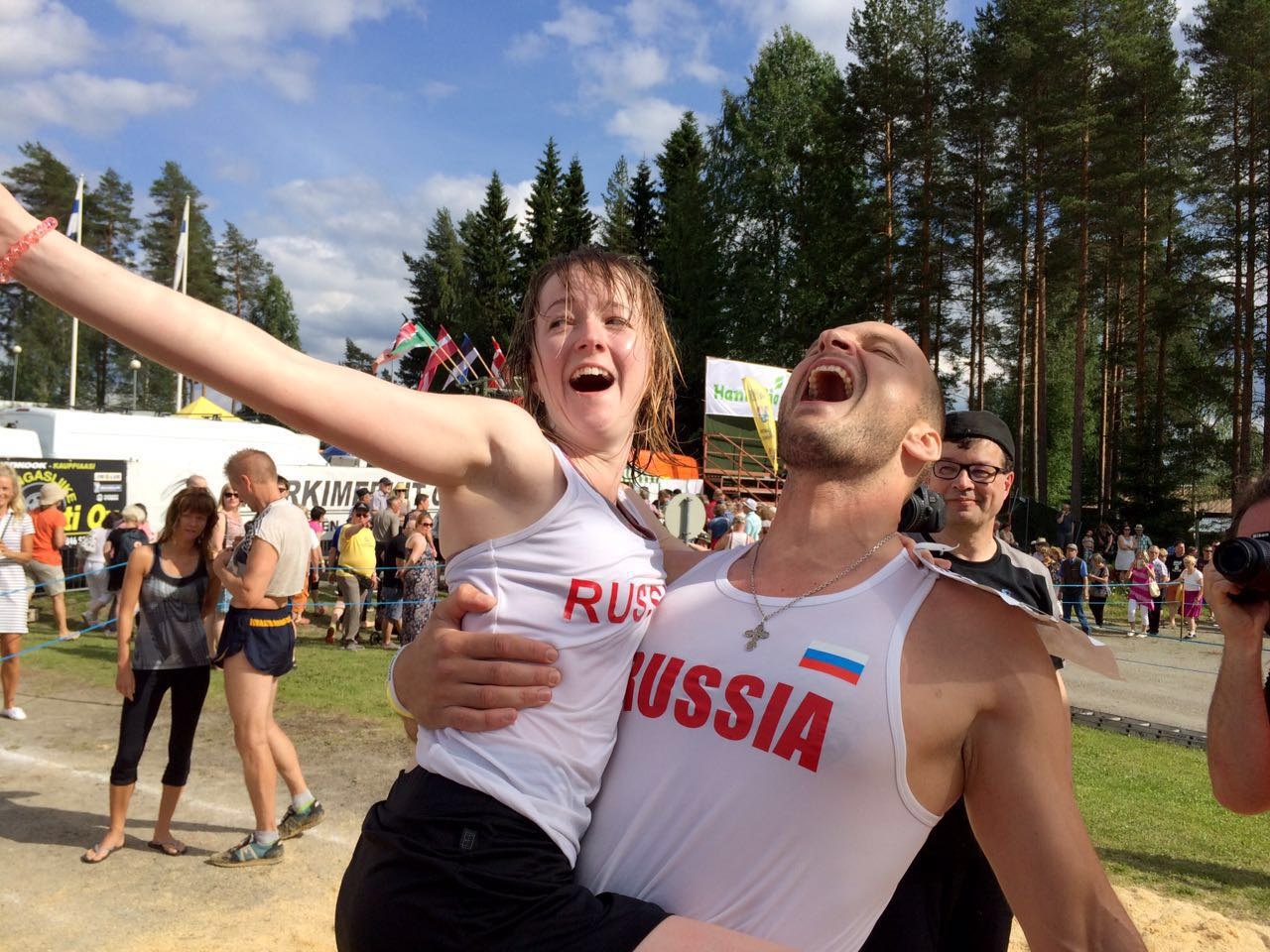
Дмитрий Сагаль и Анастасия Логинова — победители 2016 года

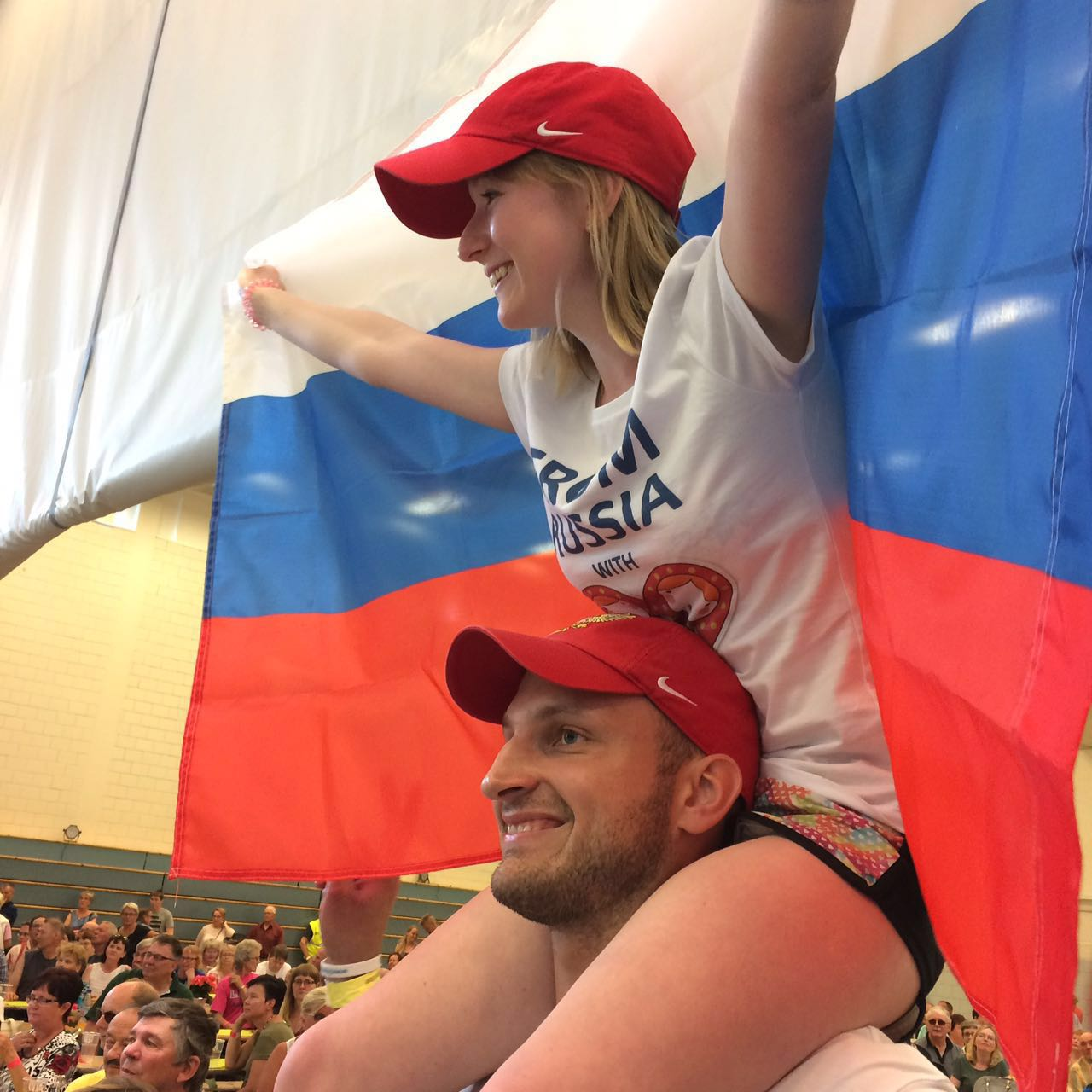